# Fringe
Fringe este un film serial science fiction american coprodus de J. J. Abrams, Alex Kurtzman și Roberto Orci. Seria are în plin plan o Divizie FBI, cu sediul în Boston, Massachusetts. Echipa folosește știință "fringe" neortodeoxă și tehnici FBI de investigații în investigarea unor serii de fenomene inexplicabile, adesea înspăimântătoare, denumite "tiparul" (the pattern), care se desfășoară de-a lungul globului. Serialul a fost descris ca un amestec între The X-Files, Altered States, The Twilight Zone și Dark Angel.
Serialul a debutat în America de Nord pe 9 septembrie 2008, pe rețeaua de televiziune FOX. Fringe a făcut parte din inițiativa Fox cunoscută ca "Remote-Free TV". Episoadele Fringe erau mai lungi decât seriile dramatice standard de pe posturile TV curente. Când serialul făcea pauză pentru reclame, un scurt mesaj care informa telespectatorul de durata reclamelor. Pe 1 octombrie 2008, primul sezon din Fringe a fost extins la 22 de episoade. Sezonul a fost redus apoi la 20 de episoade, finalul fiind difuzat pe 12 Mai. Seria a fost reînoită pentru un al doilea sezon. Sezonul 2 a avut premiera pe 17 septembrie 2009. Fox "Remote-Free TV" nu a mai fost continuat și pentru cel de-al doilea sezon.

## Subiect
Fringe îi prezintă pe Agentul Special FBI Olivia Dunham, omul de știință Walter Bishop și fiul său Peter Bishop, care investighează diferite aspecte ale științei "fringe" (boli rare, chimere, oameni cu abilități psihice, teleportare și așa mai departe).

## Personaje

### Personaje principale
- Anna Torv o interpretează pe Olivia Dunham (sezon 1–), un agent special (FBI) desemnat cu investigarea unor fenomene inexplicabile.
- Joshua Jackson îl interpretează pe Peter Bishop (sezon 1–), un "jack of all trades", care este adus de Olivia pentru a lucra cu tatăl său Walter.
- John Noble îl interpretează pe Dr. Walter Bishop (sezon 1–), un om de știință nebun - un fost cercetător în domeniul științei fringe care a fost instituționalizat după un accident de laborator.
- Lance Reddick îl interpretează pe Phillip Broyles (sezon 1–), un agent al Homeland Security care conduce Divizia Fringe.
- Jasika Nicole o interpretează pe Astrid Farnsworth (sezon 1–), un agent federal tânăr și asistent pentru Olivia și Walter.
- Blair Brown o interpretează pe Nina Sharp (sezon 1–), CEO-ul Massive Dynamic, o firmă de vârf în știință și cercetare.

### Personaje recurente
- Leonard Nimoy îl interpretează pe William Bell (sezon 1–), fostul partener de laborator al lui Walter, fondatorul și președintele Massive Dynamic.

### Foste personaje
- Kirk Acevedo îl interpretează pe Charlie Francis (sezon 1–2), coleg cu Olivia și prieten apropiat în FBI. A fost al-doilea la comanda Diviziei Fringe.
- Mark Valley îl interpretează pe John Scott (sezon 1), fostul partener și iubit al Oliviei.